# Grand Prix automobile de Suisse 1935
Le Grand Prix de Suisse 1935 est un Grand Prix comptant pour le championnat d'Europe des pilotes, qui s'est tenu sur le circuit de circuit de Bremgarten le 25 août 1935.

## Classement de la course
| Pos. | no | Pilote                  | Écurie             | Châssis            | Tours | Temps/Abandon       | Grille | Points |
| ---- | -- | ----------------------- | ------------------ | ------------------ | ----- | ------------------- | ------ | ------ |
| 1    | 10 | Rudolf Caracciola       | Daimler-Benz AG    | Mercedes-Benz W25  | 70    | 3 h 31 min 12 s 2   | 2      | 1      |
| 2    | 12 | Luigi Fagioli           | Daimler-Benz AG    | Mercedes-Benz W25  | 70    | + 35 s 9            | 4      | 2      |
| 3    | 2  | Bernd Rosemeyer         | Auto Union         | Auto Union Type B  | 70    | + 1 min 7 s 8       | 5      | 3      |
| 4    | 6  | Achille Varzi           | Auto Union         | Auto Union Type B  | 69    | + 1 tour            | 1      | 4      |
| 5    | 32 | Tazio Nuvolari          | Scuderia Ferrari   | Alfa Romeo Tipo B  | 68    | + 2 tours           | 7      | 4      |
| 6    | 42 | Hermann Lang            | Daimler-Benz AG    | Mercedes-Benz W25  | 67    | + 3 tours           | 6      | 4      |
| 7    | 30 | René Dreyfus            | Scuderia Ferrari   | Alfa Romeo Tipo B  | 66    | + 4 tours           | 8      | 4      |
| 8    | 22 | Giuseppe Farina         | Gino Rovere        | Maserati 6C-34     | 64    | + 6 tours           | 11     | 4      |
| 9    | 16 | Raymond Sommer          | Privé              | Alfa Romeo Tipo B  | 63    | + 7 tours           | 16     | 4      |
| 10   | 18 | Earl Howe               | Earl Howe          | Bugatti T59        | 60    | + 10 tours          | 12     | 4      |
| 11   | 4  | Hans Stuck Paul Pietsch | Auto Union         | Auto Union Type B  | 57    | + 13 tours          | 3      | 4 n/a  |
| 12   | 26 | Renato Balestrero       | Gruppo San Giorgio | Maserati Tipo 26 M | 53    | + 17 tours          | 17     | 4      |
| Abd. | 40 | László Hartmann         | Privé              | Maserati 8CM       | 24    | Accident            | 14     | 6      |
| Abd. | 24 | Ferdinando Barbieri     | Franco Sardi       | Alfa Romeo Tipo B  | 15    | Allumage            | 18     | 7      |
| Abd. | 8  | Manfred von Brauchitsch | Daimler-Benz AG    | Mercedes-Benz W25  | 14    | Moteur              | 9      | 7      |
| Abd. | 28 | Louis Chiron            | Scuderia Ferrari   | Alfa Romeo Tipo B  | 7     | Accident            | 10     | 7      |
| Abd. | 20 | Brian Lewis             | Earl Howe          | Maserati 8CM       | 3     | Mécanique           | 15     | 7      |
| Abd. | 34 | Philippe Étancelin      | Scuderia Subalpina | Maserati 6C-34     | 0     | Accident            | 13     | 7      |
| Np.  | 34 | Hanns Geier             | Daimler-Benz AG    | Mercedes-Benz W25  |       | Accident aux essais |        | 8      |

- Légende : Abd.=Abandon ; Np.=Non partant.

## Pole position et record du tour
- Pole position :  Achille Varzi (Auto Union) en 2 min 41 s 8.
- Meilleur tour en course :  Rudolf Caracciola (Mercedes-Benz) en 2 min 44 s 4.